# マルバコンロンソウ
マルバコンロンソウ（丸葉崑崙草、円葉崑崙草、学名: Cardamine tanakae）は、アブラナ科タネツケバナ属の越年草または短命な多年草。別名、マルバノコンロンソウ。

## 特徴
根茎はない。茎は直立し、白色の長毛が多く、上部は分枝して高さ5-20cmになる。根出葉は少なくて小さい。茎につく葉は数個が互生し、葉柄があり、葉柄の基部が小さい耳状に広がって茎を抱く。茎葉は中部のものが最大となり、長さ2-12cmになる。葉身は奇数羽状複葉になり、小葉は1-7個あって短い小葉柄があり、基部は心形、縁は鈍鋸歯となる。側小葉は卵形で小さく、頂小葉は円形から円腎形、ときに卵形になり、長さ0.7-3cmとなり、大きい。葉の両面ともに毛が生える。
花期は4-6月。茎先に短い総状花序をつけ、密に毛が生え、白色の十字形の4弁花を数個つける。萼片は楕円状へら形で長さ2mm、外片に白色の毛が密生する。花弁は倒卵形で、長さ5-7mm。雄蕊は6個のうち4個が長い。雌蕊は1個。果実は長角果で斜上してつき、広線形で細毛が密に生え、長さ1.6-2.5cm、径1-1.2mmになる。果柄は長さ5-10mmになる。長角果が熟すると果皮が2片に裂開し、種子を弾き飛ばす。種子は長さ約1.2mmになる。

## 分布と生育環境
日本では、本州、四国、九州に分布し、山地の木陰などに生育する。国外では済州島など韓国にも分布する。

## 名前の由来
和名マルバコンロンソウは、「丸葉崑崙草」、「円葉崑崙草」の意。
種小名（種形容語）tanakae は、博物学者で、明治期の殖産に功績のあった田中芳男への献名。

## 種の保全状況評価
国（環境省）のレッドデータブック、レッドリストでの選定はない。都道府県のレッドデータ、レッドリストの選定状況は次の通り。岩手県-Bランク、千葉県-重要保護生物(B)、鹿児島県-絶滅危惧II類。

## 利用
タネツケバナ属の種はすべて食べることができる。植物生態学者で『食べられる野生植物大事典』の著者である橋本郁三は、「ゆでて食べてもいいが，天ぷらの一品に加えたい」としている。

## 分類
同属のオオマルバコンロンソウ C. arakiana が本種に似る。同種は肥厚する根茎をもつ多年草で、背は10-40cmと高く、根出葉の頂小葉の径は1.5-5cmと大きくなる。葉柄の基部は耳状にならない。また、長角果は無毛である。国（環境省）の絶滅危惧IB類(EN)に選定されており、分布域が限られており本州西部にまれに見られる。一方、本種は越年草または短命な多年草で、全体に毛が多く、高さ5-20cm、根出葉は小さいが茎葉の頂小葉の長さは0.7-3cmとなる。葉柄の基部は耳状になって茎を抱く。長角果に密に毛が生える。本州、四国、九州に分布する。

## ギャラリー

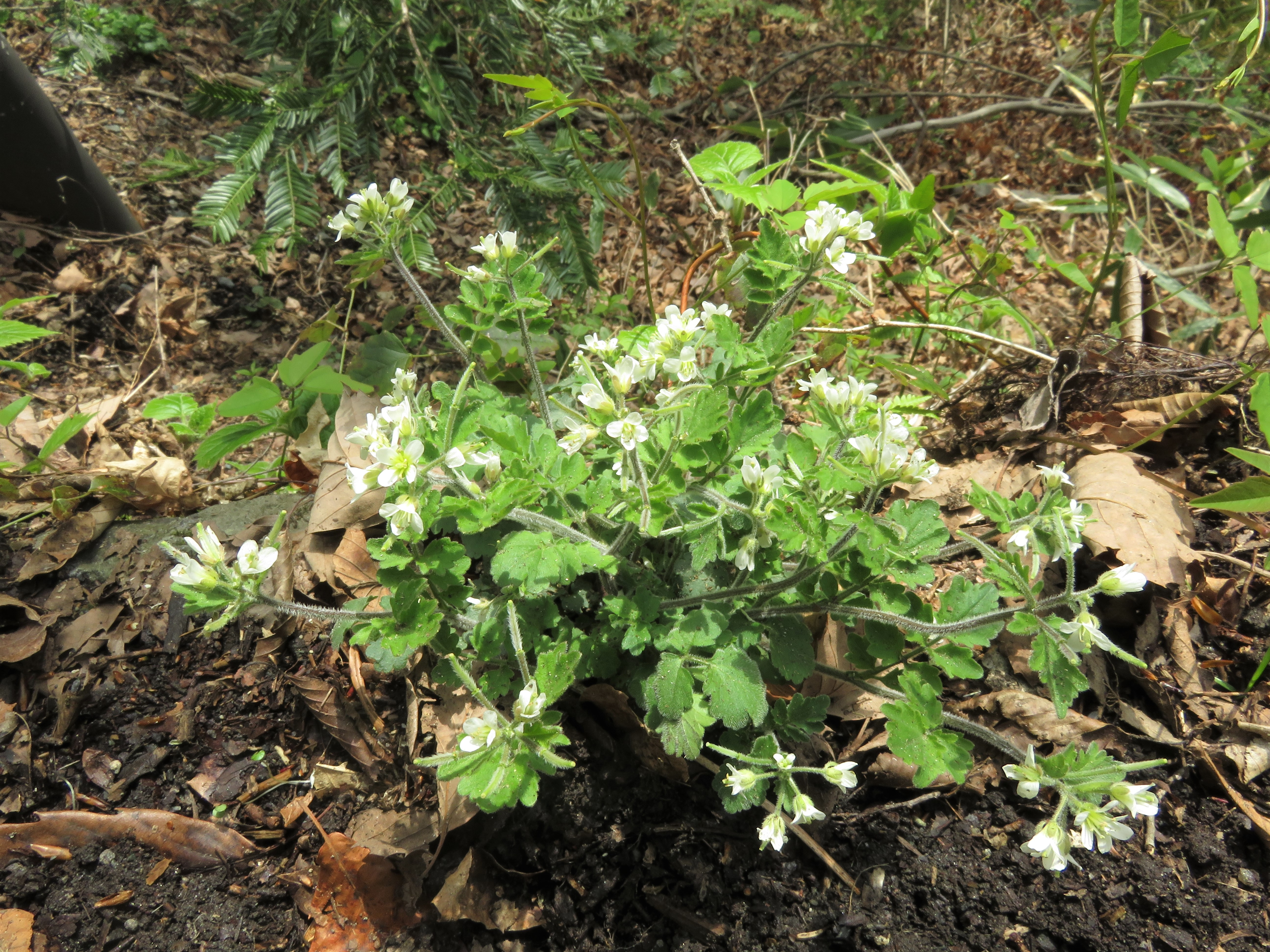
植物体全体に白色の毛が多い。
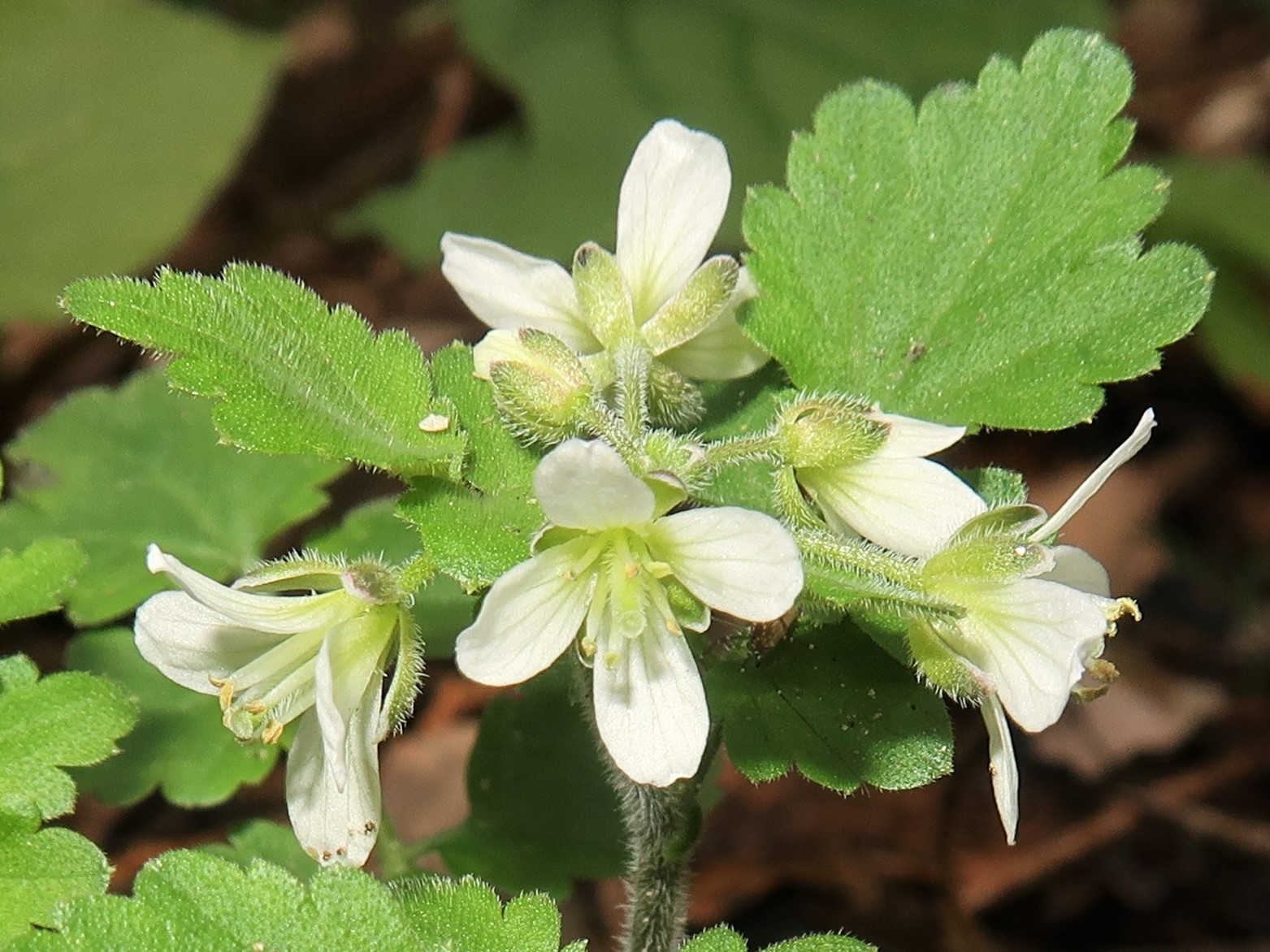
白色の十字形の4弁花を数個つける。萼片、花柄、花柱にも毛が生える。
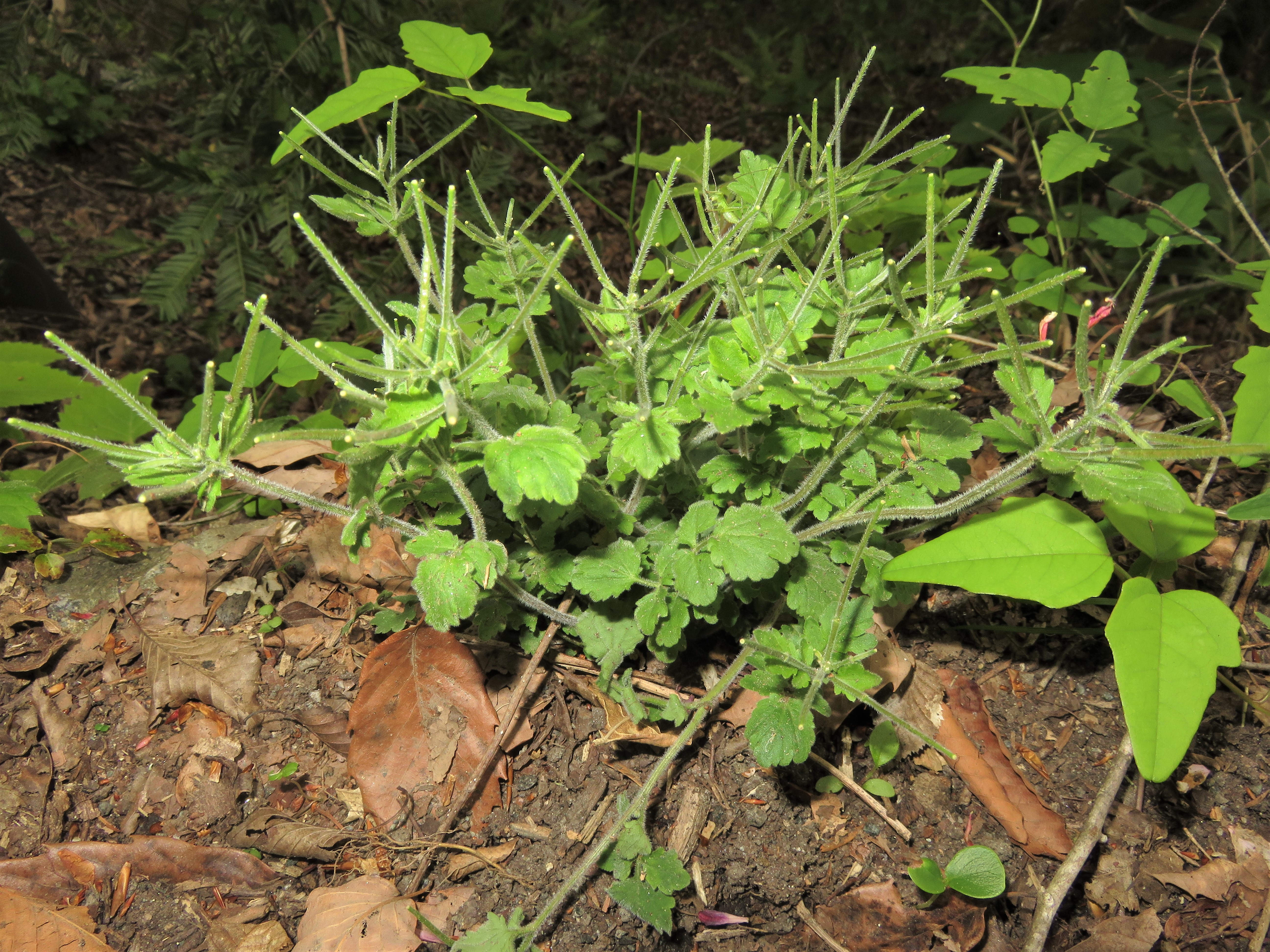
長角果は斜上してつき、広線形で細毛が密に生える。
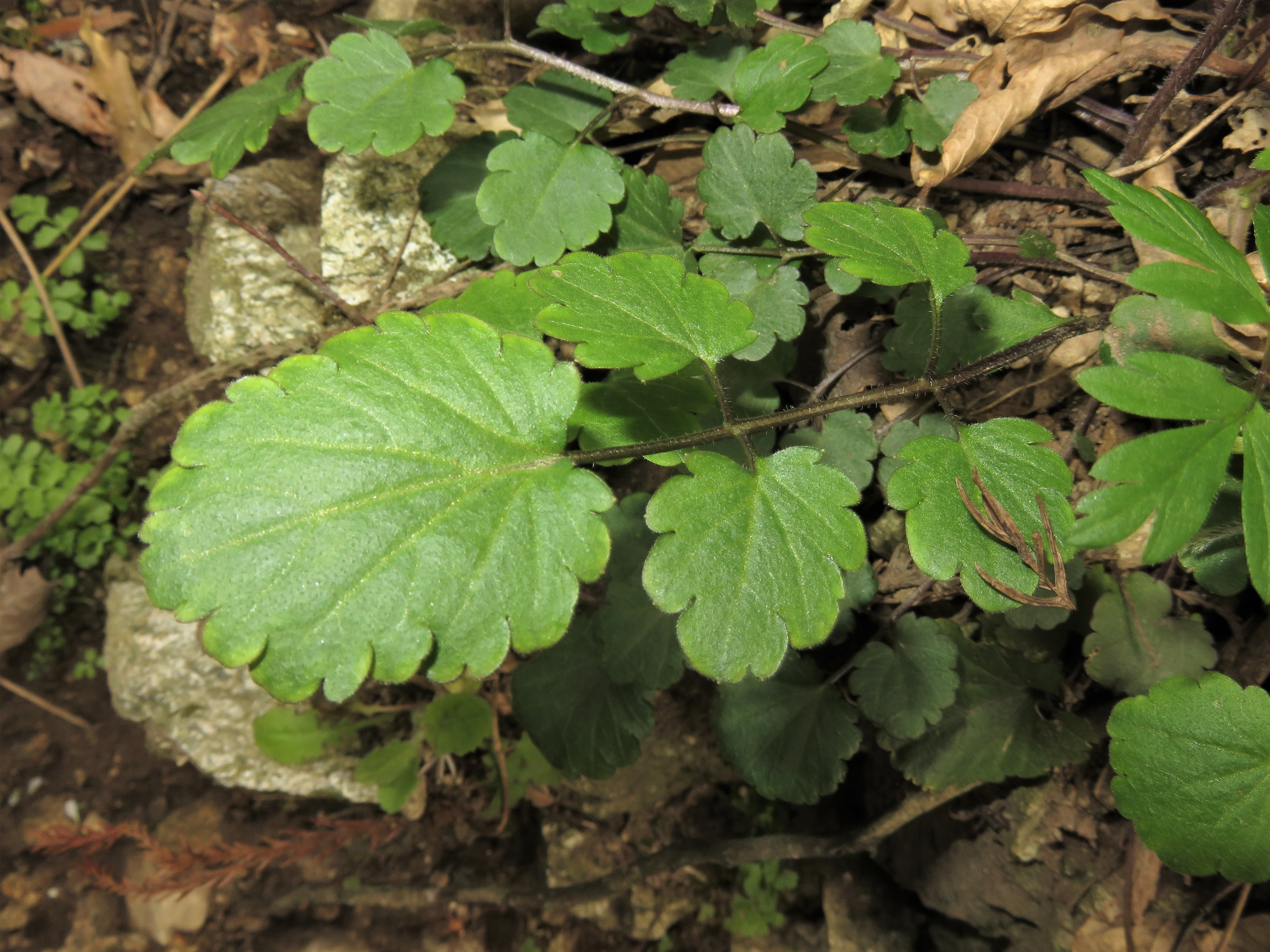
側小葉は卵形で小さく、頂小葉は円形から円腎形になり、大きい。短い小葉柄があり、基部は心形、縁は鈍鋸歯となる。